# 4979 Отавара
4979 Отавара (4979 Otawara) — астероїд головного поясу, відкритий 2 серпня 1949 року.
Тіссеранів параметр щодо Юпітера — 3,678.
Названо на честь Отавара (яп. おおたわら(太田原) о:тавара)